# 만수중학교 축구부
만수중학교 축구부는 인천광역시에 위치한 만수중학교의 축구부이다.

## 같이 보기
- 만수중학교